# Ubiór staroegipski

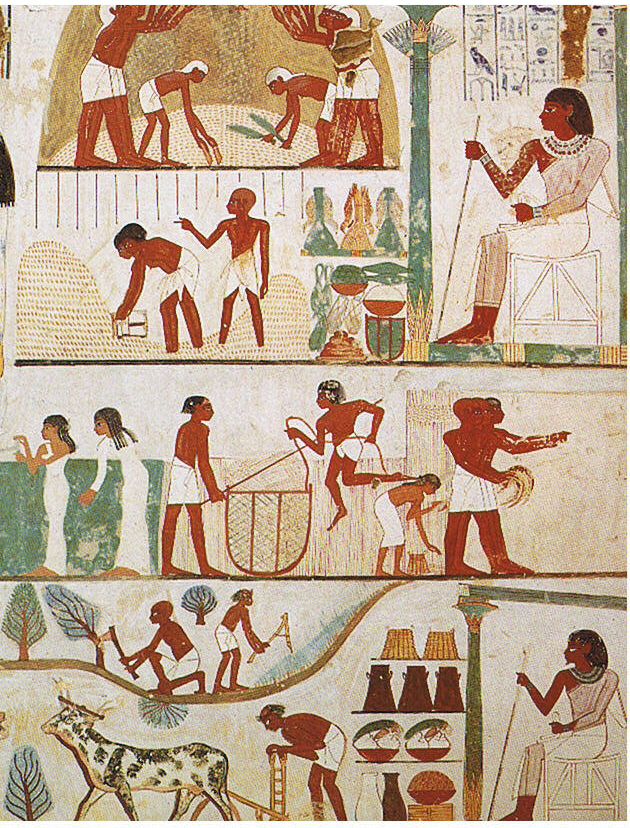
Ubiór kobiet i mężczyzn różnych stanów społecznych

Ubiór (staro)egipski - odzież noszona przez mieszkańców starożytnego Egiptu.
Tradycyjnie w modzie staroegipskiej wyróżnia się trzy zasadnicze etapy, pokrywające się z okresami historycznymi: Stare Państwo, Średnie Państwo i Nowe Państwo wraz z tzw. okresami przejściowymi. Późniejsze fasony odzieży egipskiej, od podboju greckiego do podboju arabskiego, zaliczane są już do mody greckiej, rzymskiej i koptyjsko-bizantyjskiej.
Ubiór staroegipski znany jest z wielu źródeł ikonograficznych oraz nielicznych znalezisk archeologicznych i źródeł pisanych.
Uderzającą cechą przekazów ikonograficznych powstałych w ciągu półtora tysiąca lat do około 1500 r. p.n.e. jest niezmienność fasonów ubiorów, które niemal nie podlegały zmianom. Ujednolicenie strojów Egipcjan i bardzo długie trwanie form mogą być jednak mylące jako wyraz świadomej archaizacji i typizacji przedstawień. Zachowane przykłady autentycznych strojów staroegipskich wskazują bowiem na istnienie takich form odzieży, które w materiale ikonograficznym nie mają odpowiedników lub zostały potwierdzone dopiero dla późniejszych okresów.
Do wyrobu odzieży wykorzystywano przede wszystkim tkaniny lniane. Jednak noszono również stroje wykonane z wełny i tkanin mieszanych, które jako rytualnie nieczyste m.in. nie były używane w miejscach kultu i składane w grobach.